# نبلخاس
نبلخاس (به اسپانیایی: Noblejas) یک شهرستان در اسپانیا است که در استان تولدو واقع شده‌است.

## خصوصیات
نبلخاس ۷۰ کیلومترمربع مساحت و ۳٬۳۳۲ نفر جمعیت دارد و ۷۳۵ متر بالاتر از سطح دریا واقع شده‌است.